# キン肉マン マッスルタッグマッチ
『キン肉マン マッスルタッグマッチ』（キンにくマン マッスルタッグマッチ）は、バンダイより1985年11月8日に発売されたファミリーコンピュータ用対戦アクションゲーム。漫画『キン肉マン』（1979年 - 1987年）を題材として、キャラクターのカラーなどは『キン肉マン (テレビアニメ)』第1期(1983年 - 1986年)がベースとなっている。日本国外版のタイトルは『M.U.S.C.L.E.』。

## 概要
バンダイが初めて発売したファミリーコンピュータ用ソフトであり、当時関連商品がヒットを飛ばしていた『キン肉マン』を起用。ミリオンセラーとなった。当時は対戦型格闘ゲームの概念すらない時代であるものの、2人対戦をコンセプトとしている。
プレミアバージョンとして公式ゲーム大会景品用のゴールドカートリッジ版と、集英社児童図書版（カートリッジの外見が緑色で、中身は変更なし）の2種類がある。ゴールドカートリッジ版はゲーム内に好きなキャラクターを入れる権利が与えられており、いずれも既存のキャラクターを1名消して新たに1名追加されている。大会景品として全国の8地区の上位1名（8地区で合計8名）に配られた。このカートリッジはオークションでかつて100万円を記録し、その希少性から偽物も出回っている。
その後、ワンダースワンカラー用ゲーム『キン肉マンII世 ドリームタッグマッチ』（2002年）に「オリジナルモード」として移植された（一部BGMが変更されている）。また、PlayStation 2用ゲーム『キン肉マン マッスルグランプリ2 特盛』（2008年）や2018年7月7日発売のニンテンドークラシックミニ ファミリーコンピュータ週刊少年ジャンプ50周年記念バージョンにも『キン肉マン キン肉星王位争奪戦』（1987年）と一緒に収録されている。

## ゲーム内容

### システム
2頭身で表現された超人8人がタッグを組み、パンチ、キック、バックドロップなどの技を使って闘うゲーム。ミート君が投げる命の玉を取ると必殺技が使用できる。片方の相手に3回戦中2回勝利すれば1ステージクリア。
十字キーで移動、Bボタンでジャンプができるが若干体力を消耗する。Aボタンでパンチが使用でき、ジャンプ中にAボタンを押す事でキックが使用できる。しかし、相手に避けられるとマットに落ちて若干硬直する（ダメージはない）。相手の背後でAボタンを押すことでバックドロップ、相手の正面に密着してAボタンを押すことではじくことができ、相手をロープに飛ばして戻ってきたところにAボタンでラリアート、ジャンプ中にAボタンでドロップキックが使用できる。また、ロープに向かってジャンプすると反動で反対側に飛びながらフライング・ボディアタックが使用できる。その他、自分側のコーナーに立ちAボタンを押すことでパートナーとタッチすることができ、一度タッチするとしばらくタッチできなくなる。
試合中に時折ミート君がリング端に現れ、その後リング内へ命の玉が投げ込まれる。取ると体が点滅して、点滅中には体力回復・移動速度上昇・電気リングで痺れなくなるといった効果の他にキャラ特有の必殺技で攻撃できるようになる。出し方はキャラクターごとに異なる（詳細は#登場キャラクターを参照）。

### ステージ構成
ノーマルリング
普通のリング。
氷リング
リングが氷で出来ており、移動すると滑る。
電気リング
ロープに電流が流れており、触れるとダメージを受ける。

## 登場キャラクター

### 通常版
キン肉マン
主人公。足が遅く、必殺技は使いにくいが威力は高い。
必殺技・キン肉ドライバー（相手の背後に回ってAボタン）
テリーマン
キン肉マンの親友。キン肉マンと同等の足の遅さだが、必殺技の使いやすさがそれを補う。
必殺技・ブルドッキングヘッドロック（Aボタンでダッシュ、相手を巻き込む）
ラーメンマン
元残虐超人。キック力の高いキャラクター。
必殺技・空手殺法（Bボタンでジャンプ中にAボタンで相手目がけて飛び掛る）
ロビンマスク
正義超人。キン肉マンより足が速く、他のステータス値も高いバランス型。
必殺技・タワーブリッジ（相手の背後に回ってAボタン）
バッファローマン
元悪魔超人。パンチ力が高い。必殺技は威力が高いが至近距離では当たらない。
必殺技・ハリケーンミキサー（Bボタンで相手目がけて飛び掛る）
ウォーズマン
ロビンマスクの弟子。必殺技時の足の速さと威力が高い。
必殺技・ベアークロー（Bボタンで相手目がけて飛び掛る）
ブロッケンJr.
正義超人。全体的な能力は低く、必殺技の威力も低いが唯一の飛び道具である。ナチスに対する規制が厳しいため、日本国外版ではジェロニモに差し替えられている。原作準拠の配色（緑色）である。
必殺技・ナチスガス殺法（Aボタンで噴出される飛び道具）原作では本来父親であるブロッケンマンの必殺技。
アシュラマン
悪魔騎士。足が速い。ブロッケンJr.同様原作準拠の配色（青色）である。
必殺技・アシュラバスター（相手の背後に回ってAボタン）
ジェロニモ
正義超人。日本国外版のみ登場。ブロッケンJr.と差し替えられたキャラクターで強さも同等。
必殺技・トマホーク投げ（Aボタンで発射される飛び道具）

### ゴールドカートリッジ版のみ登場
モンゴルマン
正義超人。ラーメンマンと差し替えられたキャラクターで強さも同等。
必殺技・（Bボタンでジャンプ中にAボタンで相手目がけて飛び掛る）
ペンタゴン
正義超人。アシュラマンと差し替えられたキャラクターで強さも同等。
必殺技・（相手の背後に回ってAボタン）
ブラックホール
悪魔超人。テリーマンと差し替えられたキャラクターで強さも同等。
必殺技・（Aボタンでダッシュ、相手を巻き込む）
ザ・ニンジャ
悪魔超人。ブロッケンJr.と差し替えられたキャラクターで強さも同等。
必殺技・（Aボタンで発射される飛び道具）
加藤浩志（ビー・バップ・ハイスクール）
キン肉マンと差し替え。当選者本人がルールを理解しておらず、『ビー・バップ・ハイスクール』の加藤ヒロシを希望し、それがそのまま採用されてしまった。

## 移植版
| No. | タイトル                            | 発売日        | 対応機種                                                                               | 開発元 | 発売元   | メディア     | 型式       | 売上本数 | 備考 |
| --- | ----------------------------------- | ------------- | -------------------------------------------------------------------------------------- | ------ | -------- | ------------ | ---------- | -------- | ---- |
| 1   | キン肉マンII世 ドリームタッグマッチ | 2002年3月2日  | ワンダースワンカラー                                                                   | トーセ | バンダイ | ロムカセット | SWJ-BANC20 | -        |      |
| 2   | キン肉マン マッスルグランプリ2 特盛 | 2008年9月25日 | PlayStation 2                                                                          | アキ   | バンナム | DVD-ROM      | SLPS-25881 | -        |      |
| 3   | キン肉マン マッスルタッグマッチ     | 2018年7月7日  | ニンテンドークラシックミニ ファミリーコンピュータ 週刊少年ジャンプ50周年記念バージョン | トーセ | バンダイ | 内蔵ゲーム   | -          | -        |      |

## 開発・影響
- 本来はより多くの超人を登場させる気であったがROMの容量上再現が難しいキャラクターが多く、泣く泣く削った上、2頭身にしたのもその苦肉の策であったという。またミートの「命の玉」導入はプロデューサーの仲田隆司が実際にプレイして、なかなか勝てないため一発逆転の要素として取り入れたという[3]。

- ブロッケンJr.の必殺技「ナチスガス殺法」は全キャラクター中唯一の飛び道具であり、一発でも当たるとその場で動けなくなりそのまま連続で当てることが可能であった。そのため当時プレイヤー同士の対戦においてブロッケンJr.使用禁止令を設けたり、ブロッケンJr.を使うと卑怯者と呼ばれるなどといった全国共通の認識がなされていた[9][10][2]。またゆでたまごの嶋田隆司は自分は下手だったから、子供との対戦ではブロッケンJr.を使っていたという[11]。

## 評価
- ゲーム誌『ユーゲー』では、「パンチやドロップキック、投げ技などを駆使して相手超人の体力をゼロにすれば勝ちとなる。などと書くと非常に健全なプロレスゲームの様相であるが、気まぐれに飛んでくる『命の玉』を取るや状況は一変、リング上は阿鼻叫喚のサバイバル・ゲームに」、「やり込むほどに見えてくる駆け引きの妙。何だかんだで対戦モードはしっかり熱い『ガチ』へと集束していくあたり、侮れない作品だったりする」と評している[12]。

- ゲーム誌『CONTINUE』では、「じわじわと間合いを制して技を出し合っているだけで辛いのに、ミート君がリングサイドに現れようものなら、みぞおちのあたりが熱く重くなってきます」、「これはこれでバランスが取れている」と評している[13]。
- ゲーム誌『別冊宝島797 僕たちの好きなTVゲーム 80年代懐かしゲーム編』では、「キャラゲーにありがちな手抜き感もなく、人気キャラとゲーム性の合体技に納得の結果」と評している[2]。

## 関連作品
攻略本
- まんが版ファミコン必勝法 キン肉マン マッスルタッグマッチ - 集英社、1986年3月31日、ISBN 4-08-288007-0

攻略本。アドベンチャーゲーム形式（画・こばやし将）で解説している。